# Kinazi (Ruhango)
Kinazi è un settore (imirenge) del Ruanda, parte della Provincia Meridionale e del distretto di Ruhango.